# Amyna axis
Amyna axis is een vlinder uit de familie spinneruilen (Erebidae). De wetenschappelijke naam is voor het eerst geldig gepubliceerd in 1852 door Achille Guenée.
De soort komt voor in tropisch Afrika.